# Hillesheimer Kalkmulde
Die Hillesheimer Kalkmulde ist eine von insgesamt zehn Eifelkalkmulden, die in der sog. Eifeler Nord-Süd-Zone liegen.

## Geografische Ausbreitung
Die Hillesheimer Kalkmulde hat eine Spannweite von mehreren Kilometern. Sie bildet zusammen mit der Ahrdorfer Kalkmulde eine lang gestreckte Mulde, welche durch die Nebenbäche von Kyll und Ahr stark eingeschnitten ist und sich in Kuppen und Rücken gliedert. Die Kleinstadt Hillesheim ist das Zentrum dieses Landschaftsraums.

## Geologische Struktur und wirtschaftliche Nutzung
Die geologische Vielfalt des Muldenraumes ist gekennzeichnet durch zahlreiche dolomitische Felsbildungen und einzelne Basalt- und Lavakegel. Eine Besonderheit ist der Wasserfall bei Ahütte mit schnell wachsenden Kalksinterbildungen.
Der Kalkabbau in der Nähe von Üxheim und Berndorf stellt in der Region einen bedeutenden Wirtschaftszweig dar und prägt nachhaltig die Landschaft. Ehemalige Kalksteinbrüche sind der Natur überlassen worden und haben sich zu vielfältigen Biotopen entwickelt.
Die nährstoffreichen Böden, die aus Kalkstein entstehen, werden hauptsächlich landwirtschaftlich genutzt, während auf den aus Sand- und Tonsteinen im Unterdevon entstandenen nährstoffarmen Böden, welche die Eifelkalkmulden umgeben, hauptsächlich Forstwirtschaft betrieben wird.
Wirtschaftlich genutzt wird die Hillesheimer Kalkmulde im Wesentlichen durch Offenland. Dieses wird stellenweise durch inselförmig verteilte Waldflächen unterbrochen, die man insbesondere auf den steilen Dolomitrücken und im Norden des Landschaftsraums auf den Hängen des Niedereher Bachtals vorfindet. Buchenwälder, die auf Dolomitfelsen häufig zusammen mit Trockenwäldern und Gesteinshaldenwäldern wachsen, sind schwerpunktmäßig auf alten Waldstandorten anzutreffen. Mit Kiefern dagegen wurden Halbtrockenrasen und Wacholderheiden, die früher großflächig verbreitet waren, aufgeforstet. Diese Aufforstungen hatten allerdings zur Folge, dass die Halbtrockenrasen und Wacholderheiden auf Kuppen und Hängen meist nur noch kleinflächig vorhanden sind. Dies ist besonders im Bereich Niederehe zu beobachten.
Die Offenlandbereiche des Landschaftsraumes werden heute überwiegend als Grünland und Ackerland genutzt. In dem über weite Abschnitte naturnahen Niedereher Bachtal findet man insbesondere Feuchtwiesen.